# 革命黑豹党
革命黑豹党（英語：Revolutionary Black Panther Party，缩写为RBPP）是美国的一个泛非主义政党。该党成立于1992年。该党的意识形态是共产主义、马克思列宁主义、泛非主义、革命社会主义、黑人民族主义、反种族主义、反法西斯主义。该党的政治立场是极左翼。该党的领袖是阿里·穆罕默德。该党宣称要继续从事1960年代活跃的黑豹党的事业。